# سیارک ۲۳۱۶۴۹
سیارک ۲۳۱۶۴۹ (به انگلیسی: 231649 Korotkiy، نامگذاری:2009WW) ۲۳۱۶۴۹مین سیارک کشف شده‌است که در ۱۷ نوامبر ۲۰۰۹ کشف شد.